# Marco Di Costanzo
Marco Di Costanzo (* 9. Juni 1992 in Neapel) ist ein italienischer Ruderer. Er gewann zwei olympische Bronzemedaillen.

## Sportliche Karriere
Marco Di Costanzo begann 2002 mit dem Rudersport. 2009 gewann er mit dem italienischen Achter die Bronzemedaille bei den Junioren-Weltmeisterschaften. Bei den Junioren-Weltmeisterschaften 2010 gewann er ebenfalls die Bronzemedaille mit dem Achter. Bei den Olympischen Jugendspielen 2010 belegte er im Zweier ohne Steuermann den zehnten Platz. 2011 erruderte er mit dem italienischen Vierer ohne Steuermann eine Silbermedaille bei den U23-Weltmeisterschaften, 2012 belegte er mit dem Vierer mit Steuermann den achten Platz. Bei den Europameisterschaften 2012 debütierte Marco Di Costanzo mit einem neunten Platz im Vierer ohne Steuermann in der Erwachsenenklasse. 2013 bildete er einen Zweier ohne Steuermann mit Matteo Castaldo, nach einem vierten Platz bei den Europameisterschaften 2013 erreichten die beiden einen zweiten Platz beim Weltcup in Luzern und einen sechsten Platz bei den Weltmeisterschaften. Bei den Mittelmeerspielen in Mersin gewannen die beiden den Titel. Im Jahr darauf folgten ein fünfter Platz bei den Europameisterschaften und ein siebter Platz bei den Weltmeisterschaften. Zwischen diesen beiden Meisterschaften trat er mit dem Vierer ohne Steuermann bei den U23-Weltmeisterschaften vor heimischem Publikum in Varese an und gewann den Titel.
2015 entstand ein neuer italienischer Vierer ohne Steuermann mit Marco Di Costanzo, Matteo Castaldo, Matteo Lodo und Giuseppe Vicino. Beim Weltcup in Varese belegten die Italiener den zweiten Platz hinter dem US-Vierer, in Luzern siegten die Australier vor den Italienern. Bei den Weltmeisterschaften 2015 auf dem Lac d’Aiguebelette gewannen die Italiener den Titel vor den Australiern und den Briten. 2016 traten Giovanni Abagnale und Marco Di Costanzo im Zweier ohne Steuermann an und gewannen die Bronzemedaille bei den Olympischen Spielen 2016. Bei den Europameisterschaften 2017 siegte der italienische Vierer ohne Steuermann mit Di Costanzo, Abagnale, Castaldo und Domenico Montrone, und zum Abschluss der Saison gewann das Quartett Silber bei den Weltmeisterschaften in Florida hinter Australien.
Bei den Europameisterschaften 2018 belegte der italienische Vierer mit Vincenzo Abbagnale, Giovanni Abagnale, Marco Di Costanzo und Matteo Castaldo den vierten Platz. Anderthalb Monate später startete das Boot bei den Weltmeisterschaften in Plowdiw mit Matteo Castaldo, Bruno Rosetti, Matteo Lodo und Marco Di Costanzo. Wie im Vorjahr gewann der italienische Vierer Silber hinter den Australiern. Im Jahr darauf bei den Europameisterschaften 2019 belegte er mit dem italienischen Vierer ohne Steuermann mit Cesare Gabbia, Bruno Rosetti und Matteo Castaldo den fünften Platz. Nach einer Umbesetzung startete das Boot mit Marco Di Costanzo, Giovanni Abagnale, Bruno Rosetti und Matteo Castaldo bei den Weltmeisterschaften 2019, wo sie den vierten Platz belegten. Bei den Europameisterschaften 2020 konnten sie dann die Silbermedaille gewinnen, hinter den Niederländern und vor den amtierenden Weltmeistern aus Polen. 2021 erruderte Di Costanzo mit dem Vierer die Bronzemedaille bei den Europameisterschaften. Bei den Olympischen Spielen in Tokio traten Abagnale und Marco Di Costanzo im Zweier an und qualifizierten sich für das Halbfinale im Zweier. Im Viererwettbewerb hatten sich Matteo Castaldo, Bruno Rosetti, Matteo Lodo und Giuseppe Vicino für das Finale qualifiziert. Marco Di Costanzo ersetzte im Finale Bruno Rosetti, in der Besetzung Castaldo, Di Costanzo, Lodo und Vicino gewann der italienische Vierer die Bronzemedaille hinter den Australiern und den Rumänen.
2022 bei den Europameisterschaften in München belegte Di Costanzo mit dem italienischen Achter den dritten Platz hinter den Briten und den Niederländern.